# Mourasuchus
Mourasuchus es un género extinto de crocodiliano de gran tamaño procedente del período Mioceno de Suramérica. Era muy similar en longitud y peso a Rhamphosuchus. Su característica más notoria es su cráneo, el cual ha sido descrito como similar al de un pato, es decir, con un hocico ancho, aplanado y muy alargado, el cual es bastante parecido al visto en Stomatosuchus, un tipo de crocodiliano del Cretácico del norte de África (con el que no está cercanamente emparentado) y que igual que en el caso de Mourasuchus, se sospecha que pudo haber tenido un enorme saco gular en su garganta, parecido al de los pelícanos o algunas ballenas. Mourasuchus tenía filas de dientes pequeños y cónicos, que se encontraban dispuestos en número de 40 a cada lado de las mandíbulas superior e inferior. Se presume que Mourasuchus obtenía su comida a través de la filtración; las mandíbulas eran demasiado delgadas como para haber soportado la presión de atacar presas grandes. Seguramente inspeccionaba los fondos de lagos y ríos en busca de comida. Los fósiles de este animal han sido hallados en la zona de Fitzcarrald en la Amazonia de Perú, así como en la zona de La Venta en Colombia, donde coexistía con varios otros tipos de crocodilianos, incluyendo un tipo grande de gavial, Gryposuchus, y el caimán Purussaurus, siendo animales que rondaban los 10 metros de largo. La gran diversidad de crocodiliformes de la época del Tortoniense, hace unos 8 millones de años en el período Mioceno, sugiere que la división en nichos ecológicos era eficiente, y por lo tanto limitaba la competencia interespecífica. Mourasuchus alcanzaba cerca de 12 metros de longitud. 

## Especies

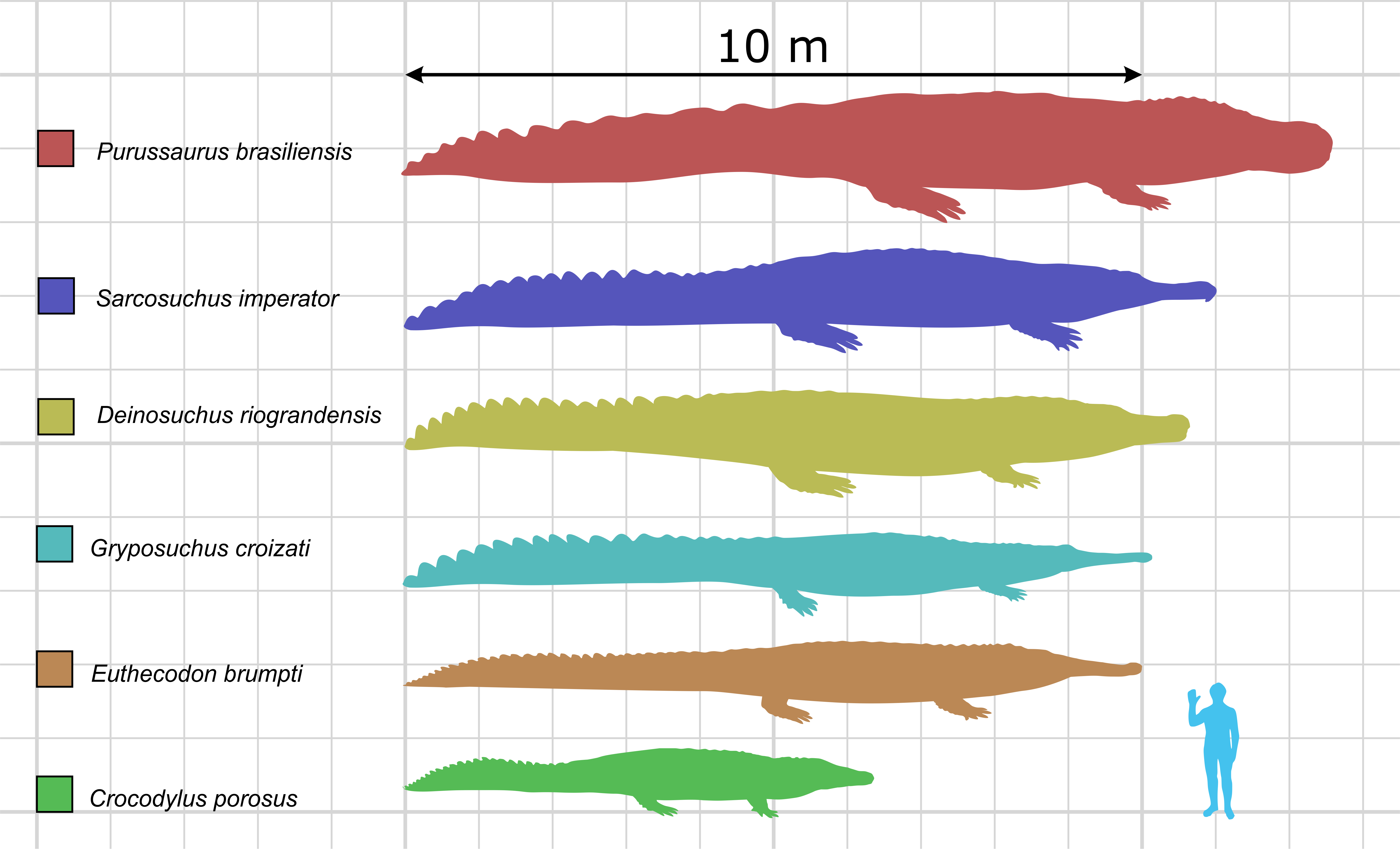
Diagrama a escala del tamaño de M. atopus (en fucsia).

La especie tipo de Mourasuchus es M. amazonensis, nombrada en 1964 sobre restos hallados en el Estado de Acre en Brasil. Otra especie, M. atopus de Colombia, fue nombrada después de haber sido asignada a su propio género, Nettosuchus, apenas un año después, en 1965. Esta especie posee un cráneo más alargado y estrecho que la especie tipo. Una tercera especie, N. nativus, fue nombrada en 1985. Una cuarta especie, M. pattersoni, fue descrita por Cidade et al. (2017).